# Oligacanthorhynchus hamatus
Espèce
Synonymes
- Echinorhynchus hamatus von Linstow, 1897 - protonyme
- Gigantorhynchus hamatus (von Linstow, 1897)
- Nephridiacanthus hamatus (von Linstow, 1897)

Oligacanthorhynchus hamatus est une espèce d'acanthocéphales de la famille des Oligacanthorhynchidae. C'est un parasite digestif du potamochère de Madagascar.